# Gustavo Ferrín
Gustavo Ferrín (* 1. Mai 1959 in Montevideo) ist ein uruguayischer Fußballtrainer.
Ferrín war zunächst von 1995 bis 2001 Trainer im Jugendbereich von Defensor Sporting. 2002 übernahm er dann die U-20 der uruguayischen Fußballnationalmannschaft, die er durchgehend bis 2007 betreute. Begleitend war er in den Jahren 2002 und 2004 bis 2005 auch für die U-16 und die U-17 verantwortlich. 2006 hatte er zudem kurzzeitig als Interimstrainer die Verantwortung für die A-Nationalmannschaft inne. 2008 nahm er beim argentinischen Verein Arsenal die Funktion des Generalkoordinators wahr. 2009 war er Trainer des peruanischen Vereins Sport Áncash. Anschließend übernahm er von 2009 bis 2010 das Traineramt bei Defensor Sporting in der Primera División. Ab April 2010 betreute er sodann bis Juli 2012 die U-20 Perus. Am 9. Juli 2012 wurde Ferrín in Nachfolge von Lito Vidigal als neuer Nationaltrainer der angolanischen Nationalmannschaft vorgestellt, der den bisherigen Interimscoach Romeu Filemon erstmals bei der Begegnung vom 15. August 2012 gegen Mosambiks Auswahl an der Seitenlinie ersetzen sollte. Er unterschrieb einen Zweijahresvertrag. Ferrín wurde, nachdem Angolas Nationalmannschaft bereits die Qualifikation für den Afrika-Cup 2014 verpasst hatte und man sich infolge lediglich eines Sieges in den sechs Gruppenspielen auch nicht für die Weltmeisterschaft 2014 qualifizierte, schon im Oktober 2013 ein knappes Jahr vor Vertragsende wieder entlassen. Am 4. Januar 2016 wurde er vom uruguayischen Erstligisten Club Atlético Cerro als Nachfolger von Eduardo Acevedo verpflichtet. Sein Trainerteam bestand aus dem Co-Trainer Mario Carvallo und Gustavo Bañales als sogenannter Preparador físico. Er trainierte die Mannschaft des Klubs bis Juni 2016.